# 2019冠状病毒病疫情对2020年夏季奥林匹克运动会和2020年夏季残疾人奥林匹克运动会的影响
本条目记叙2019冠状病毒病疫情对第32届夏季奥林匹克运动会（2020東京奧運）和第16屆夏季帕拉林匹克運動會（2020東京帕運）的影响。由于2019冠状病毒病疫情在全球嚴重擴散，本届赛事为史上首届延期举行的奥运会。众多东京奥运会预选赛延期或被取消。
2020年3月24日，国际奥林匹克委员会和东京奥运组织委员会共同宣布，该届奥运会将延期至不晚于2021年夏季举办，但仍保留“东京 2020”（英語：Tokyo 2020）的名称。
2021年7月8日，國際奧委會、国际残奥会、东京奥组委、日本政府、东京都政府召開五方會談，共同宣布在東京都及鄰近三縣比赛场地採取無觀眾比賽，不安排观众进入比赛场馆，此外，在户外举行的比赛项目（如马拉松、竞走、自行车、铁人三项等）也被禁止民众在沿途观赛。

## 背景
2020年东京奥运会原计划于2020年（令和2年）7月24日至8月9日举行。2月以来，因疫情扩散，日本政府展开多项措施缓解疫情造成的影响，东京奥组委和国际奥委会正在一道密切关注疫情对奥运会造成的影响。

## 聖火
2020年3月12日，2020年东京奥运会圣火采集仪式于希腊雅典古奥林匹亚遗址的赫拉神庙举行。受到2019冠状病毒病疫情影响，此次圣火采集仪式是自1984年美国洛杉矶奥运会举办以来，第一次在没有观众到场的情况下进行的圣火采集。圣火原定将在希腊31个城市和15个地标进行传递，但为减少人群聚集，希腊奥委会宣布取消火炬在希腊境内的传递活动。
3月20日，奥运圣火抵达日本宫城县松山空军基地。3月21日抵达宫城县首府仙台市，吸引了大批居民前往参观。现场约有52000名观众聚集数小时等待围观奥运圣火，仙台当地政府发出警告：若再出现大规模聚集的情况，将取消奥运圣火巡展。
3月24日早前，东京奥组委决定简化奥运会火炬接力的程序，其中包括暂时取消火炬手，以汽车运载圣火。
3月24日晚，东京奥组委会长森喜朗召开新闻发布会，表示原计划于3月26日开始的东京奥运会圣火传递活动被取消。

## 資格賽
受疫情影响，东京奥运会多项资格赛被迫推迟或取消。

### 棒球
原定于2020年4月举行的棒球比賽資格賽由于疫情防控需要，延期至6月举行。

### 篮球

#### 女子预选赛
原定于在中国广东佛山举行的东京奥运会女子篮球预选赛B组的比赛也移至塞尔维亚贝尔格莱德进行。

#### 三对三篮球预选赛
原定于2020年3月18日至22日在印度班加罗尔举办的国际篮联3X3奥运资格赛将延期举办。

### 拳击
东京奥运会亚洲大洋洲拳击项目资格赛也重新安排至3月举行，並将比赛地点由中国武汉改至约旦安曼。另外，在伦敦举行的欧洲拳击项目资格赛原定于3月14日至24日举行，在举行三天后被暂停。

### 足球

#### 男子资格赛
中北美洲及加勒比海地区男子足球奥运资格赛原定于2020年3月20日至4月1日举行。3月13日，中北美洲及加勒比海足球協會宣布，由于疫情防控暂停举行，何时举行另行通知。

#### 女子资格赛
女足亞洲區第3輪B組資格賽起初由武汉改在南京江宁基地空场进行，后来经中国足球协会与亚洲足球联合会协商，中国放弃该赛事主办权，赛事举办地移至澳大利亚悉尼。2020年3月9日，国际足联和亚足联宣布比赛延期至6月举行。

### 手球
原定于3月举行的女子手球资格赛和4月举行的男子手球资格赛延期。

### 柔道
柔道资格赛延期至4月中旬举行。

### 赛艇
美洲大陆资格赛、亚洲及大洋洲大陆资格赛、欧洲大陆资格赛和最终资格赛已被取消或推迟。

### 水球
男子水球资格赛、女子水球资格赛原定3月举行，后因疫情延期。

## 觀眾接待
2021年3月20日，日本政府宣布由於2019冠狀病毒病疫情仍然持續及出現變異病毒，日本政府原則上需要拒絕外國人的新入境，因此本屆夏季奧運會及帕拉林匹克運動會將是近代史上首次沒有海外現場觀眾的奧運會。
2021年5月28日，日本政府與東京奧運暨帕運組織委員會商討現場觀眾的入場安排，以應對疫情持續甚至擴大的情況，包括將已售出門票進行抽籤，進一步減少入場觀眾的人數，如果疫情擴大或需要閉門作賽，即使已經購票的日本觀眾也不能入場觀賽。
2021年7月8日，日本首相菅义伟正式宣布，向东京都第四次发布2019冠状病毒病疫情紧急事态宣言，时间范围为7月12日至8月22日，涵盖整个奥运会期间，这也意味着东京奥运会确定将全程在紧急事态下举办。对此，日本奥林匹克大臣丸川珠代表示，东京奥运会基本上不会对任何普通观众开放，比賽空場舉行。同日，國際奧委會、国际残奥会、东京奥组委、日本政府、东京都政府召開五方會談，共同宣布在東京都及鄰近三縣（千叶、埼玉和神奈川）比赛场地採取無觀眾比賽，不安排观众进入比赛场馆。
2021年7月9日，北海道政府通知东京奥组委，由于其担心以有观众的方式举办赛事，可能会导致民众从各地前往北海道观赛，导致疫情蔓延，故东京奥组委宣布在札幌穹顶体育场举行的足球赛将以无观众形式举行，在札幌举办的马拉松、竞走等赛事也被要求禁止沿途观看比赛。至此，在北海道举办的奥运赛事将全部以无观众形式举行。
2021年7月10日，福岛县政府在前日通知东京奥组委，考虑到日本全国的疫情形势，也借鉴其他地区采取的防疫措施，他们已经决定在县营吾妻球场举办的东京奥运会垒球和棒球比赛将不允许观众入内，从有观众举办突然转变为无观众举办。对此，东京奥组委表示只能“遗憾地”接受相关决定，并希望因此而受到影响的观众对此做法予以理解。截至目前，允许观众观看的奥运会比赛只剩下场地自行车和足球两个项目，赛场仅剩下三个。
2021年7月14日，國際奧會以電子郵件的方式向各國發布主辦國日本的防疫通知。基於當前疫情狀況考量，有關東奧之開幕典禮將限制選手以外的出席人員，僅開放各國的奧會主席、秘書長及國際政要如國家元首、政府首長等人員出席。許多國家官員紛紛配合東奧防疫政策，如台灣原先由行政院政務委員唐鳳代表台灣出席，但由於唐鳳的身分不在上述的出席對象範圍內，因此考量東奧防疫需求與經過討論後決定取消唐鳳這次出席東京奧運的行程。
2021年7月21日，东京奥组委透露，因应防疫需要，参加23日在国立竞技场举办的东京奥运会开幕式的人士目前预计约为950人，其中日本国内的相关人士约150人，外国人士800人，仍实施空场方式，不安排其他观众进入开幕式现场。

## 日本反應
世界衛生組織已將2019冠状病毒病疫情列為國際公共卫生緊急事件，即將到來的2020年東京奧運盛事是否能如期舉行引發關注，該屆奧運總投注資金高達3亿日圓，如果奧運不論是出現停辦、延期或是出現減少觀光客的情形，都將對日本財政造成嚴重的負擔。奧運會「喊卡」的可能性亦不脛而走，東京奧組委對停辦一說表達嚴正否認。
2020年2月5日，東京奧組委事務總長武藤敏郎開會時表示將與國家及東京都合作，認真做好傳染病應對措施。同日，體育廳開始調查肺炎疫情對選手訓練的影響。翌日，總理大臣安倍晉三在眾議院否認疫情會影響奧運舉行，指東京奧組委未因世衛宣告國際關注的突發公共衛生事件而與國際奧委會討論是否應繼續舉行2020年東京奧運。
2020年3月11日，东京奥运会和残奥会组委会理事高桥治之接受日本共同社电话采访时透露，鉴于2019冠状病毒病疫情扩大，考虑在本月底举行的奥组委理事会上提议探讨延期。日本奥组委回应称：“国际奥委会和东京奥组委均未考虑延期或中止举办。面向开幕，将按计划推进安全、安心的奥运会筹备工作”。3月17日，关于东京奥组委理事高桥治之提出的东京奥运会延期2年举行的方案，已有多名东京奥组委理事表示同意。东京奥组委理事会将于3月30日召开会议讨论该问题。
2020年3月13日上午，时任日本首相安倍晋三与时任美国总统特朗普进行了50分钟的通话，就2019冠状病毒病疫情防控、东京奥运会举办等事宜进行了交流。针对特朗普12日提出的将东京奥运会推迟一年举行的建议，东京奥组委和日本政府13日都表示，奥运会按时举办的计划没有改变。
2020年3月22日，据路透社报道，两位知情人士透露，东京奥组委已经开始草拟奥运会可能的替代方案，包括推迟一个月或45天或一至两年多个选项。
2020年3月23日上午，时任日本首相安倍晋三在参议院预算委员会上表示，如果东京奥运会不能以完整的形式举办，那将不得不考虑延期。当晚，日本政府決定將於近期通知國際奧委會，若國際奧委會做出東京奧運會和残奥会延期舉行的決定，日方將予以同意。
2020年3月24日晚，时任日本首相安倍晋三与国际奥委会主席巴赫进行了电话会谈，双方确定了东京奥运会、残奥会延期1年左右的提案方针。
2020年4月28日，东京奥组委会长森喜朗接受日本媒体专访时表示，东京奥运会和残奥会的开闭幕式将可能合并举行，同时表示如果2019冠状病毒病疫情在2021年无法得到控制，奥运会将直接取消。
2021年1月，日本娛樂八卦雜誌《周刊實話》消息稱，日本政府打算在18日宣布取消原定7月開幕的東京奧運，而為了向國際奧委會申請補償，日本或將在2032年補辦奧運會。另外还有媒体报道，东京奥运会将被放到2024年举行，巴黎和洛杉矶奥运会也各自推迟四年，分别在2028年和2032年举行。但东京奥组委首席执行官武藤敏郎12日表示，关于东京奥运会取消或者推迟到2024年甚至2032年的消息都是假新闻。
2021年5月6日，日本政府及國際奧委會宣布已經與美國輝瑞製藥和德國BioNTech達成協議，由輝瑞製藥向本屆夏季奧運會及帕拉林匹克運動會的各國代表團送出辉瑞－BioNTech 2019冠状病毒病疫苗，這些疫苗將於5月底前送交到各國代表團，以便在前往東京前可完成接種兩劑疫苗。國際奧委會表示鼓勵參賽者及工作人員接種疫苗，但不會強制接種，接種疫苗屬自願性質，東京奧運組委會向運動員及傳媒發出的指引亦指出接種疫苗並不是前往東京的條件。
2021年6月20日，东京都政府决定，在东京奥运会及残奥会期间，取消所有公众观赛活动。
2021年7月8日，日本首相菅义伟正式宣布，向东京都第四次发布2019冠状病毒病疫情紧急事态宣言，时间范围为7月12日至8月22日，涵盖整个奥运会期间，这也意味着东京奥运会确定将全程在紧急事态下举办。

## 國際反應
2020年2月下旬，英國倫敦市長兼2020年倫敦市長選舉工黨候選人簡世德，以及保守黨候選人Shaun Bailey均表示若日本因疫情無法舉辦奧運，可以轉移至倫敦舉行。21日，東京都知事小池百合子認為以上發言屬不適當，又說世界關注的疫情地之一鑽石公主號郵輪是英國船籍。東京奧組委會長森喜朗則表示每日都像是在向神明祈求肺炎早日消失，並稱「大家可能都戴口罩，但我想不戴口罩努力工作到最後」。
2月25日，國際奧委會資深委員Dick Pound指5月下旬可判斷能否舉行東京奧運，若否可能會直接取消而不考慮推遲或更換城市。翌日，奧運擔當大臣橋本聖子在眾議院預算委員會上表示國際奧委會回覆指這不是官方立場，而是說明國際奧委會正努力準備令奧運可以如期舉行。3月3日，桥本圣子又表示东京与国际奥委会的合同允许东京将奥运会推迟到2020年年底。3月12日，东京奥运会组委会宣布首场比赛定于7月22日举行。同日，美国总统唐纳德·特朗普认为東京奧運“應延遲一年舉行”。
截至3月中旬，國際奧林匹克委員會（IOC）和國際帕拉林匹克委員會（IPC）堅稱，目前不考慮取消賽事；BBC體育報導，過去在歷史上，還沒有過任何一屆奧運，因為戰爭以外的原因而取消或延期。若該屆奧運因疫情或不允許中國運動員參加而取消，或認為續辦奧運並不安全，將觸發保單的條款和政策。日本内阁总理大臣安倍晉三表示，將為舉辦東京奧運而努力。
3月20日，国际奥委会主席巴赫首次松口，当被问及是否讨论过延期的方案时，巴赫没有给出肯定回答，他仅表示，会考虑不同的办赛方案。与此同时，巴赫透露，各大国际体育组织对于前景仍感到乐观。
3月22日，国际奥委会召开紧急会议后发表声明，承认在2019冠状病毒病大流行的情况下，延迟原定在7月24日揭幕的东京奥运会是一个选项，但强调“不会取消本届奥运”；具体讨论将在未来四个星期完成。声明还指出，其中一个应对方案是对如期举行奥运的运作计划作出修改，另一方案是更改举行日期。声明说，国际奥委会将评估全球卫生状况的快速发展及对奥运会的影响程度，然后作出决定。日本首相安倍晋三回应说，假如难以以完整形式（如期）举办东京奥运会，国际奥委会做出延期举办的决定也实属无奈。挪威、巴西、荷兰、斯洛文尼亚奥委会此前发表声明，向国际奥委会提出延期的要求，此外美国游泳协会和田径协会也要求美国奥委会劝说国际奥委会延期，澳大利亚游泳协会等体育协会亦提出延期请求。同日，加拿大、澳大利亚奥委会先后表示，如东京奥运会不推迟举办，两国将拒绝派运动员参加。加拿大奥委会和残奥委呼吁东京奥运会应该推迟一年举办，加拿大成为第一个宣布明确不会派运动员参加2020年东京奥运会的国家。澳大利亞隨後跟進宣佈不出席7月的奧運會。
3月23日，英国奥林匹克协会主席休·罗伯森表示，如果冠状病毒的传播如预期那样继续下去，英国将不会派遣队伍前往参加东京奥运会。國際奧委會委員龐德向《今日美国》透露，受疫情影響，東京奧運將延期至2021年舉行。
3月30日，国际奥委会，东京都政府和日本政府决定2020东京奥运会将于2021年7月23日至8月8日举办。
9月，國際奥委会和东京奥运会籌委會經過討論後，決定減少選手以外的人數10~15%，同时取消奧運村的代表團迎接儀式，只改由迎接國旗或會旗和國歌進場。而開閉幕式還未有取消，但也在考慮內容簡化、規模也會縮小。
2021年3月20日，国际奥委会、国际残奥委会、东京奥组委、日本政府和东京都政府代表参加的五方会议中一致决定，由于无法预测SARS-CoV-2变种病毒的效果和当前大流行的形势下，日本很难保证从海外观众自由进入的结果，因此不会接待来自海外的观众。而日本表示将在4月的会议上再次确认观众数量上限，以做出灵活的回应。
2021年4月6日，朝鲜基於日本疫情發展，宣布不參與本屆東京奧運，奧委會宣布會將朝鲜的參賽名額平均分散給其他國家。
2021年6月21日，东京奥运会和残奥会组织委员会、东京都、日本政府、国际奥委会、国际残奥委会的代表举行五方磋商，正式决定奥运观众人数上限为场馆容纳人数50%以内且最多1万人。
2021年7月1日，太平洋島國薩摩亞因為擔憂選手染疫，宣布退出本次東京奧運，薩摩亞官方指稱醫學專家認為「奧運會可能引發另一波感染，並成為新的、更有效的變種病毒的溫床」，因此決定不參與本屆東京奧運。

## 其他危機

### 停辦危機
2021年5月時因為日本疫情惡化使多數民眾主張奧運取消，這使2020年夏季帕拉林匹克運動會亦可能連帶被取消，甚至波及2022年冬季奧林匹克運動會和2022年冬季傷殘奧林匹克運動會均會被取消。此外，反奧運（抗議者認為可能透過奧運體育洗白等）的壓力也隨時間而上升，但單方面停辦會造成巨大損失。

## 擴及其他奧運會賽事
2022年冬季奥林匹克运动会冰球女子資格賽和冰壺資格賽部分賽事已因為疫情而取消。
延期也造成當屆奧運會的不小壓力。
2024年夏季奥林匹克运动会也受重大影響。疫情前的奧運計劃已經過時，這不但影響多個比賽場館的建造，甚至連招募贊助商也出現困難，加上籌備時間因應東京奧運的延期而縮短，導致巴黎奧運的前景甚不明朗，包括取消、更改舉辦方式、延期長達4年的可能性也存在。

## 病例数统计
| 日期    | 运动员 | 员工 （包括媒体、承包商和员工） | 志愿者 | 统计 |
| ------- | ------ | ------------------------------- | ------ | ---- |
| 7月1日  | 0      | 0                               | 0      | 0    |
| 7月2日  | 0      | 2                               | 0      | 2    |
| 7月3日  | 0      | 0                               | 0      | 0    |
| 7月4日  | 0      | 0                               | 0      | 0    |
| 7月5日  | 0      | 7                               | 0      | 7    |
| 7月6日  | 0      | 3                               | 0      | 3    |
| 7月7日  | 0      | 2                               | 0      | 2    |
| 7月8日  | 0      | 2                               | 0      | 2    |
| 7月9日  | 0      | 1                               | 0      | 1    |
| 7月10日 | 0      | 1                               | 0      | 1    |
| 7月11日 | 0      | 0                               | 0      | 0    |
| 7月12日 | 0      | 0                               | 0      | 0    |
| 7月13日 | 0      | 0                               | 0      | 0    |
| 7月14日 | 0      | 2                               | 0      | 2    |
| 7月15日 | 1      | 5                               | 0      | 6    |
| 7月16日 | 0      | 4                               | 0      | 4    |
| 7月17日 | 0      | 15                              | 0      | 15   |
| 7月18日 | 3      | 7                               | 0      | 10   |
| 7月19日 | 0      | 3                               | 0      | 3    |
| 7月20日 | 1      | 7                               | 1      | 9    |
| 7月21日 | 1      | 7                               | 0      | 8    |
| 7月22日 | 2      | 10                              | 0      | 12   |
| 7月23日 | 3      | 16                              | 0      | 19   |
| 7月24日 | 0      | 16                              | 0      | 16   |
| 7月25日 | 2      | 8                               | 0      | 10   |
| 7月26日 | 3      | 12                              | 0      | 15   |
| 7月27日 | 1      | 5                               | 0      | 6    |
| 7月28日 | 0      | 15                              | 1      | 16   |
| 7月29日 | 3      | 18                              | 0      | 24   |
| 7月30日 | 3      | 20                              | 4      | 27   |
| 7月31日 | 0      | 21                              | 0      | 21   |
| 8月1日  | 1      | 16                              | 1      | 18   |
| 8月2日  | 0      | 16                              | 1      | 17   |
| 8月3日  | 1      | 16                              | 1      | 18   |
| 8月4日  | 4      | 21                              | 4      | 29   |
| 8月5日  | 1      | 28                              | 2      | 31   |
| 8月6日  | 0      | 27                              | 2      | 29   |
| 8月7日  | 0      | 21                              | 1      | 22   |
| 8月8日  | 0      | 23                              | 3      | 26   |
| 8月9日  | 0      | 22                              | 6      | 28   |
| 8月10日 | 0      | 0                               | 0      | 0    |
| 8月11日 | 0      | 0                               | 0      | 0    |
| 8月12日 | 0      | 0                               | 0      | 0    |
| 8月13日 | 0      | 4                               | 0      | 4    |
| 8月14日 | 0      | 12                              | 0      | 12   |
| 8月15日 | 0      | 8                               | 0      | 8    |
| 8月16日 | 0      | 7                               | 0      | 7    |
| 8月17日 | 0      | 9                               | 0      | 9    |
| 8月18日 | 0      | 17                              | 1      | 18   |
| 8月19日 | 0      | 16                              | 0      | 16   |
| 8月20日 | 1      | 11                              | 0      | 12   |
| 8月21日 | 1      | 14                              | 0      | 19   |
| 8月22日 | 2      | 27                              | 1      | 30   |
| 8月23日 | 1      | 11                              | 0      | 12   |
| 8月24日 | 1      | 9                               | 0      | 10   |
| 8月25日 | 2      | 14                              | 0      | 16   |
| 8月26日 | 2      | 13                              | 0      | 15   |
| 8月27日 | 0      | 13                              | 0      | 13   |
| 8月28日 | 0      | 19                              | 3      | 22   |
| 8月29日 | 2      | 9                               | 0      | 11   |
| 8月30日 | 1      | 9                               | 1      | 11   |
| 8月31日 | 2      | 14                              | 0      | 16   |
| 9月1日  | 0      | 6                               | 1      | 7    |
| 9月2日  | 0      | 11                              | 2      | 13   |
| 9月3日  | 0      | 10                              | 2      | 12   |
| 9月4日  | 0      | 10                              | 0      | 10   |
| 9月5日  | 0      | 4                               | 0      | 4    |
| 9月6日  | 0      | 6                               | 0      | 6    |
| 9月7日  | 0      | 6                               | 0      | 6    |
| 9月8日  | 0      | 4                               | 0      | 4    |
| 总计    | 46     | 704                             | 38     | 788  |

## 另見
- 亞基拉，1988年電影，被提及該奧運喊卡的電影
- 2020年夏季奥林匹克运动会的2019冠状病毒病确诊病例（英语：COVID-19 cases at the 2020 Summer Olympics）